# Dulce 3 nocturno
"Dulce 3 nocturno" es una canción compuesta por los músicos argentinos Luis Alberto Spinetta, Black Amaya y Osvaldo Frascino e interpretada por la banda Pescado Rabioso, que integra el álbum Desatormentándonos de 1972, primer álbum de la banda. En este tema Pescado Rabioso formaba con Spinetta (voz y guitarra), Black Amaya (batería) y Osvaldo Frascino (bajo).
La primera voz y la guitarra líder corresponden a Osvaldo "Bocón" Frascino.

## La canción
"Dulce 3 nocturno" es el tercer tema (último del lado A en el disco de vinilo original) del álbum Desatormentándonos. Se trata de un tema acústico y relajado, con complejos arreglos para tres voces, que contrasta con los demás temas del álbum.
Spinetta ha dicho que es un tema muy significativo, fundador de Pescado Rabioso y que el número tres del nombre, es por ellos tres.
Está interpretado con dos guitarras (Frascino y Spinetta) y los platillos eléctricos de la batería, interpretados por Amaya de modo de generar un clima oceánico.